# 伊莱恩·斯特里奇
伊莱恩·斯特里奇（英語：Elaine Stritch，1925年2月2日—2014年7月17日），女，美国演员、歌手。曾获得黄金时段艾美奖最佳喜剧类影集客串女演员。